# Anga

Mapa de la India en el siglo V a. C., mostrando los 16 majayanapadas (‘grandes países’). Anga es la que se encuentra más al este, al sur de Vriyi y al este de Magadha.

Anga era un reino que floreció en el subcontinente indio oriental hacia el siglo VI a. C. hasta que fue invadido por Magadha en ese mismo siglo.
En el texto budista Angutara-nikaia se lo contaba entre las «dieciséis grandes naciones» (sholásh majayanapadas).
En el texto yaina Viagña-pragñapti se lo menciona en la lista de antiguas yanapadas (‘naciones’).
En épocas posteriores se menciona a los angas como personas de origen «mixto».

## Nombre sánscrito
- aṅga, en el sistema AITS (alfabeto internacional para la transliteración del sánscrito).[2]
- अंग, en escritura devanagari del sánscrito.[2]
- Pronunciación:
  - /ánga/ en sánscrito[2] o bien
  - /áng/ en varios idiomas modernos de la India (como el bengalí, el hindí, el maratí o el palí).

### Dos etimologías
Según el Majabhárata (1.104.53-54) ―texto épico-religioso del siglo III a. C.― el nombre Anga se originó como epónimo del nombre del príncipe Anga, el fundador del reino, que era un bárbaro (alguien que no nació en el norte de la India).
Según el Matsia-purana (48.19) era hijo de Dánava Risabha (‘líder de los demonios’).
Según algunas escrituras ―el Majabhárata y algunos Puranas―, el rey Bali Vaióchana, hijo de Sutapa, no podía tener hijos. Entonces le pidió al sabio Dirghatamas, que lo bendijera con hijos. El sabio le dijo que tendría cinco hijos en su esposa, la reina Sudesna.
Los hijos recibieron los nombres de Anga, Vanga, Kalinga, Sumha y Pundra.
Más tarde estos príncipes fundaron reinos a los que pusieron sus propios nombres. El príncipe Vanga fundó el reino de Vanga (en la región del actual Bangladés y parte del estado indio de Bengala Occidental). El príncipe Kalinga fundó el reino de Kalinga, en la región del actual estado indio de Orissa e incluyendo los Sircars del norte.
En cambio el Ramaiana (1.23.14) narra el origen del nombre Anga como el lugar donde el bello Kamadeva fue quemado vivo y descuartizado por el colérico dios Shiva. Sus restos (anga significa ‘miembros’) quedaron dispersos en toda la región.

## Historia

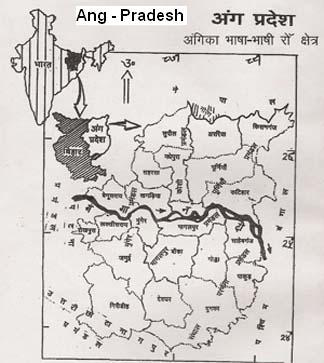
Mapa de Anga.

La primera mención de un pueblo anga se produce en el Atharva-veda (5.22.14) ―que es uno de los textos más antiguos de la India, de principios del I milenio a. C.― donde se los menciona aparentemente como un pueblo despreciado junto con los magadhas, los gandharis y los muyavatas.
En el Garuda-purana (55.12), el Markandeia-purana (56.16-18) y el Visnu-dharmottara (1.9.4) se divide a los antiguos países yanapadas en nueve regiones, y se ubica a los angas, los kalingas, los vangas, los pundras (que ahora son parte de Bijar Oriental, Bengala Occidental y Bangladés), los vidarbhas y los vindia-vasis (habitantes de los montes Vindhia) en la división Purva-Dakshina.
Algunos Puranas también enumeran a varios reyes tempranos de Anga. El Maja-govinda-sutanta menciona al rey anga Dhatarata. Los textos yainas se refieren a Dadhi-Vajana, como gobernante de los angas. Los Puranas y el Jari-vamsha lo representan como el hijo y sucesor inmediato de Anga, el fundador epónimo del reino. Tradiciones yainas lo ubican al principio del siglo VI a. C.
Entre los vatsas y el reino de Anga vivían los magadhas, que al principio eran comparativamente un pueblo débil. Una gran lucha continuó entre los angas y sus vecinos del este. El Vidura-pandita-yataka describe Rayagrija (la capital de la región de Magadha) como la ciudad de Anga. El Majabhárata también se refiere a un sacrificio realizado por el rey de Anga en el monte Visnupada (en la ciudad de Gaia). Esto indica que inicialmente Anga había logrado anexarse a los magadhas, y por lo tanto sus fronteras se extendían hasta la región Matsia.
Este éxito de Angas no duró mucho tiempo. A mediados del siglo VI a. C., Bimbisara, el príncipe heredero de Magadha, mató a Brahma Datta, el último rey independiente de Anga y se apoderó de Champa. Bimbisara la convirtió en su capital y gobernó como virrey de su padre. A partir de entonces, Anga convirtió en una parte integral del creciente imperio Magadha

## Ubicación
Basado en el texto del Majabhárata, el reino de los angas correspondía aproximadamente a los distritos de Bhagalpur, Banka, Purnia, Munguer, Katijar y Yamui (en el actual estado de Bijar y los distritos de Deoghar, Godda y Sajebgansh (en el estado de Yarkand). Posteriormente se amplió para incluir Malda y Uttar Dinashpur (en el estado de Bengala). El río Champa (actualmente llamado Chandan) formó los límites entre Magadha (en el oeste) y Anga (en el este). Anga estaba delimitada por el río Koshi en el norte. Según el Majabhárata, el malvado rey Duriódhan nombró a su amigo arquero plebeyo Karna como rey de Anga.
El «Sabha-parva» ―el ‘capítulo de la sala de reuniones’― del Majabhárata (2.44.9) menciona a Anga y Vanga como un solo país. El Katha-sarit-sagara también da fe de que la ciudad anga de Vitankapur estaba situada a orillas del mar. Por lo tanto los límites de Anga podrían haberse extendido hasta el océano Índico en el este.

## Capital
La capital de Anga era Champa. Según el Majabhárata y el Jari-vamsa, Champa era conocida antes como Malini.
Estaba situada en la margen derecha del río Ganges, cerca de su confluencia con el río Champa. Era una ciudad muy floreciente y ―según el Digha-nikaia― era una de las seis ciudades principales de la India antigua. En el estado indio de Bijar, la región de Bhagalpur ―generalmente identificada como el sitio donde se encontraba Champa― todavía tiene dos aldeas llamadas Champa Nagara (aldea de Champa) y Champa Pura (ciudad de Champa).

Champa se caracterizaba por su riqueza. Fue un gran centro de comercio, y sus mercaderes navegaban regularmente a la lejana Suvarna Bhumi (‘la tierra del oro’) con fines empresariales. Durante su peregrinaje allí en el final del siglo IV, el monje chino Faxan tomó nota de los numerosos templos budistas que todavía existían en la ciudad, y transliteró la palabra Champa al idioma chino.
Para ese entonces el reino de Anga hacía mucho tiempo que había dejado de existir. En chino había sido conocido como Yāngjiā (鴦伽).
Se pensaba que el reino de Champa (en la actual Vietnam) se había originado a partir del Champa indio, aunque la evidencia antropológica indica que sus habitantes provinieron de Borneo, en el otro lado de la península de Indochina.
Otras ciudades importantes de Anga eran Assapur y Bhádrika.